# Cimahi
Cimahi (indonéská výslovnost:[tʃimahi]) je město ležící západně od většího města Bandung v provincii Západní Jáva v Indonésii, v metropolitní oblasti Bandungu. Má rozlohu 40,37 km2 a při cenzu (sčítání lidu) v roce 2010 zde žilo 541 177 obyvatel, v roce 2020 pak 568 400 obyvatel. Město je hlavním výrobcem textilu a sídlí zdě několik vojenských výcvikových středisek.

## Geografie

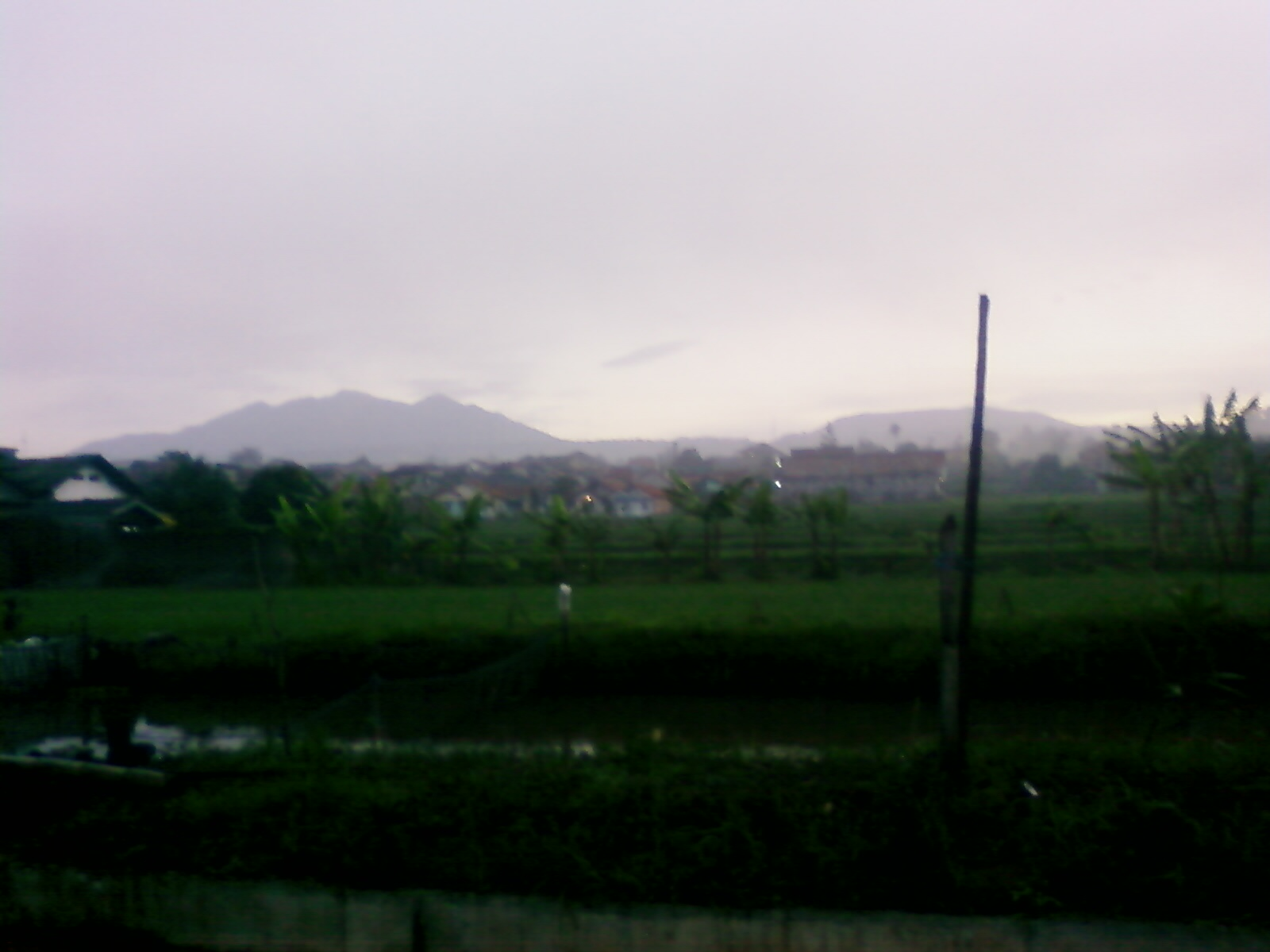
Burangrang a sopka Tangkubanparahu

Cimahi se nachází 180 km jihovýchodně od Jakarty a leží mezi Bandungem a kabupatenem (územně-správní jednotka druhé úrovně v Indonésii) Západní Bandung (anglicky West Bandung Regency, indonésky Kabupaten Bandung Barat). Skládá se ze tří okresů (anglicky districts, indonésky kecamatan), které se dále dělí na patnáct městských vesnic (anglicky urban villages, indonésky kelurahan). Nejmenší nadmořská výška města je 685 m n. m. (řeka Citarum). Největší nadmořská výška je 1 040 m n. m., což je část svahu hor Tangkubanparahu a Burangrang. Městem protéká řeka Cimahi, která má dva prameny, které se jmenují Cikuda a Cisontok.

## Historie
Název Cimahi byl odvozen od řeky Cimahi, která městem protéká. Toto slovo pochází ze sundštiny a doslovně znamená „dostatek vody.“ Obyvatelé Cimahi jsou zásobováni vodou ze stejnojmenné řeky.
Význam Cimahi vzrostl v roce 1811, kdy nechal generální guvernér Herman Willem Daendels vybudovat cestu Great Post Road (indonésky Jalan Raya Pos). Na náměstí Cimahi bylo vybudováno kontrolní stanoviště známé jako Loji. V letech 1874 až 1893 byla postavena železniční stanice Cimahi a železnice spojující Bandung a Cianjur. Výstavba vojenských výcvikových středisek a dalších vojenských budov byla zahájena v roce 1886. Cimahi získalo status okresu v roce 1935. V roce 1975 se Cimahi stalo prvním správním městem na Západní Jávě a třetím v Indonésii. V roce 2001 získalo status města.

## Správní okresy
Cimahi se dělí na tři správní okresy (indonésky kecamatan), jejichž rozloha a počet obyvatel při cenzu (sčítání lidu) z roku 2010 a 2020 jsou uvedeny v tabulkách níže. V čele městské správy stojí zvolený starosta. Tabulka obsahuje také umístění okresní správy, počet správních obcí (urban kelurahan) v každém okrese a jejich poštovní směrovací čísla.
| Název                            | Rozloha v km2 | Počet obyvatel v roce 2010 | Počet obyvatel v roce 2020 | Správní město | Počet správních obcí | Poštovní směrovací číslo |
| -------------------------------- | ------------- | -------------------------- | -------------------------- | ------------- | -------------------- | ------------------------ |
| Cimahi Selatan (Jižní Cimahi)    | 16,94         | 230 623                    | 240 990                    | Utama         | 5                    | 40531-40535              |
| Cimahi Tengah (Centrální Cimahi) | 10,11         | 163 070                    | 161 758                    | Cimahi        | 6                    | 40521-30526              |
| Cimahi Utara (Severní Cimahi)    | 13,32         | 147 484                    | 165 652                    | Cibabat       | 4                    | 40511-40514              |
| Města celkem                     | 40,37         | 541 177                    | 568 400                    |               | 15                   |                          |

## Turismus

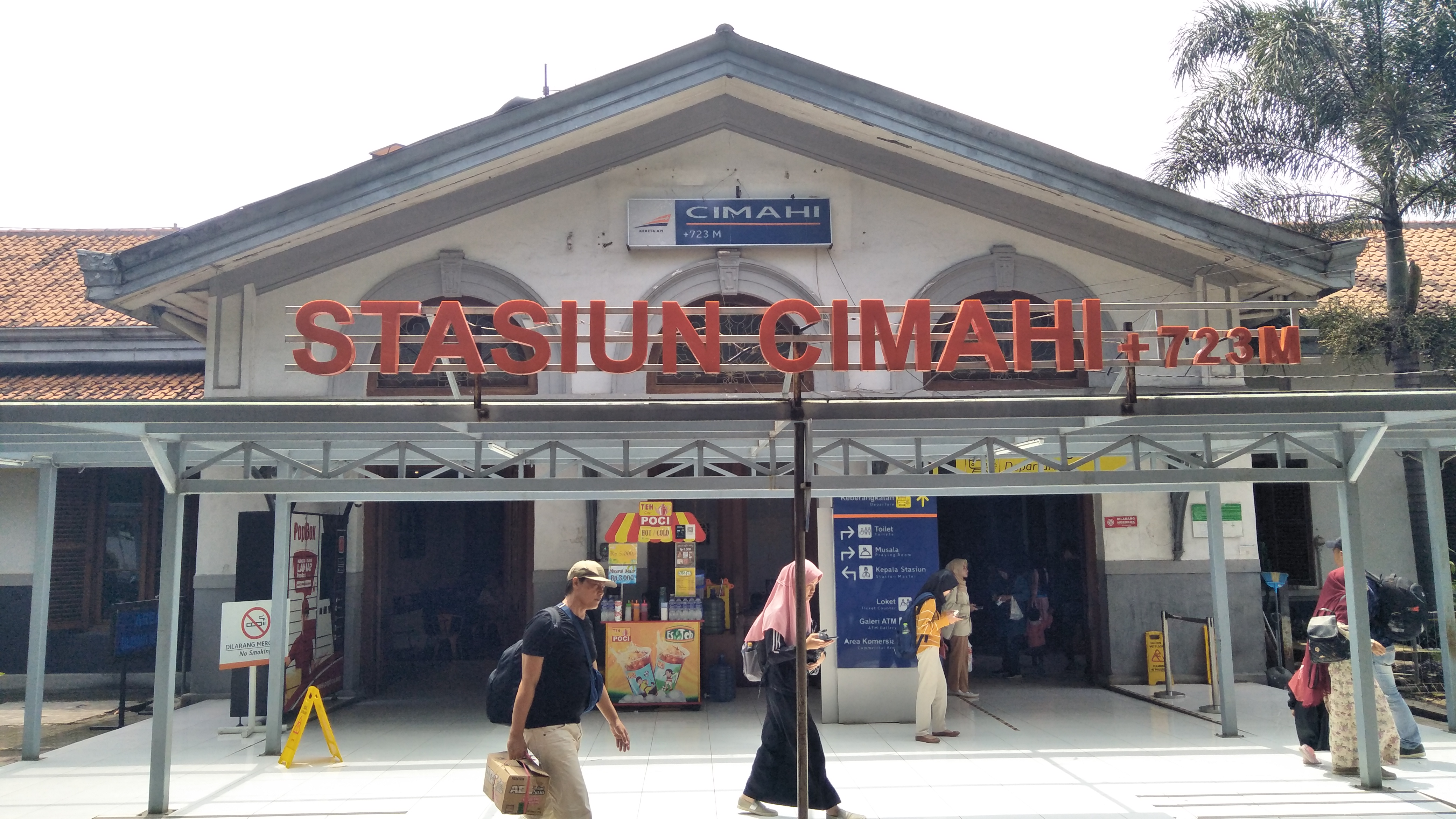
Železniční stanice Cimahi

V Cimahi se nacházejí různá turistická místa, jako například Alam Wisata Cimahi, Pandiga Recreation Sport, Rumah Pajang, Lembur Batik a Kampung Adat Cirendeu. Podle místní turistické kanceláře nabízejí tato turistická místa jedinečné zážitky z přírody, místní kuchyně, řemesel a tradiční komunity. Kromě toho se zde nachází několik historických budov, jako například nemocnice Dustira, (anglicky Dustira Hospital), hřbitov Ereveld (anglicky Ereveld Cemetery), vojenská věznice a budova Sudirman (Sudirman Building).

## Podnebí
V Cimahi panuje ekvatoriální podnebí (rovníkové podnebí) s mírnými srážkami od června do září a vydatnými srážkami od října do května.

| Cimahi – podnebí            | Cimahi – podnebí | Cimahi – podnebí | Cimahi – podnebí | Cimahi – podnebí | Cimahi – podnebí | Cimahi – podnebí | Cimahi – podnebí | Cimahi – podnebí | Cimahi – podnebí | Cimahi – podnebí | Cimahi – podnebí | Cimahi – podnebí | Cimahi – podnebí |
| Období                      | leden            | únor             | březen           | duben            | květen           | červen           | červenec         | srpen            | září             | říjen            | listopad         | prosinec         | rok              |
| --------------------------- | ---------------- | ---------------- | ---------------- | ---------------- | ---------------- | ---------------- | ---------------- | ---------------- | ---------------- | ---------------- | ---------------- | ---------------- | ---------------- |
| Průměrné denní maximum [°C] | 26,7             | 26,9             | 27,5             | 27,9             | 28               | 27,6             | 27,6             | 28,2             | 28,9             | 28,9             | 28               | 27,4             | 27,8             |
| Průměrná teplota [°C]       | 22,8             | 22,8             | 23,1             | 23,3             | 23,2             | 23,3             | 21,9             | 22,2             | 22,9             | 23,3             | 23,1             | 23               | 22,9             |
| Průměrné denní minimum [°C] | 18,9             | 18,7             | 18,7             | 18,7             | 18,4             | 17               | 16,3             | 16,3             | 16,9             | 17,7             | 18,2             | 18,6             | 17,9             |
| Průměrné srážky [mm]        | 259              | 236              | 269              | 271              | 188              | 87               | 77               | 83               | 96               | 189              | 292              | 309              | 2 356            |
| Zdroj: Climate-Data.org     |                  |                  |                  |                  |                  |                  |                  |                  |                  |                  |                  |                  |                  |